# Aeromarine 8
Aeromarine 8 (Boland Biplane Type 1913) – amerykański samolot z początku XX wieku. Według zachowanego zdjęcia był to jednomiejscowy, jednosilnikowy dwupłat w układzie kaczki z silnikiem pchającym.

## Historia
Według dostępnego źródła internetowego i zamieszczonego tam zdjęcia, samolot nazywał się Aeromarine 8 i powstał około 1910. Zdjęcie przedstawia jednomiejscowy, jednosilnikowy dwupłat w układzie kaczki z silnikiem pchającym - rysunek takiego samego samolotu został zaprezentowany w magazynie Flight z 16 października 1914 w artykule „The Boland Aircraft and Jib Control” jako maszyna braci Boland o nazwie Boland Biplane Type 1913.
Bracia Boland rozpoczęli w 1907 eksperymenty z maszynami cięższymi od powietrza – samolotami i w 1908 zaprezentowali publicznie dwupłatowy samolot w układzie kaczki. Około 1908 braci Boland założyli firmę Boland Aircraft and Motor Company. Około 1913, bracia Boland zaprojektowali i zbudowali następny samolot w podobnym układzie. Samolot został oblatany z podwoziem klasyczny oraz jako wodnosamolot pływakowy z dwoma długimi pływakami umieszczonymi pod dolnym skrzydłem. W 1914, po śmierci Franka Bolanda, pozostali dwaj bracia Joseph i James sprzedali ich patenty i projekty firmie Aeromarine Plane and Motor Company.